# Tropenband
Als Tropenband bezeichnet man einen von drei Frequenzbereichen der Grenzwelle zwischen Mittelwelle und Kurzwelle mit Wellenlängen zwischen ungefähr 60–120 m. Länder im Tropengürtel nutzten diese Frequenzen zur Ausstrahlung ihrer nationalen Rundfunkprogramme. Sie sind von der ITU in den Radio Regulations VO-Funk definiert. Sender waren in diesem Frequenzbereich zwischen den 1950er und 1990er Jahren aktiv. Danach erfolgte auch in Mittel- und Südamerikanischen Ländern zunehmend eine Umstellung auf UKW-Sender und teilweise digitale UKW-Sender.
Die Frequenz 5000 kHz +/− 5 kHz wurde von Zeitzeichendiensten benutzt und ist damit ausdrücklich vom 60-Meter-Band ausgeschlossen. Durch die für längere Distanzen günstigen Ausbreitungswege des "unteren" Kurzwellenbereichs war die Ausstrahlung für viele Sender in ländlichen Gebieten im "Tropenband" attraktiv. Die "Tropenbandsender" erreichten tagsüber eine Reichweite von 500 bis 700 Kilometern und waren bei Gewitter störungsärmer.
Ein Spezialbereich der Hobby-Kurzwellenhörer („DX(er)“) beschäftigte sich mit dem Empfang auf den Tropenbändern außerhalb der Zielgebiete der Sender. Besonders wenn die Linie zwischen Sender und Empfänger entlang des Übergangs von Tag zu Nacht (oder umgekehrt) verläuft, das sogenannte „Gray-Line-DX“, sind mit relativ geringen Sendeleistungen große Reichweiten möglich. Dieses ist natürlich vom zum aktuellen Zeitpunkt herrschenden Funkwetter abhängig. So waren in den 1980er Jahren, als in Südamerika noch viele Regionalsender im Tropenband mit Sendeleistungen von 1 kW bis 10 kW ihre Programme meistens an Rundstrahlantennen ausstrahlten, diese in den Morgen- und Vormittagsstunden mitunter in Mittelwellenqualität zu empfangen.
Letzter verbliebener Sender auf diesem Frequenzbereich war noch 2020 der Missionssender Radio Verdad aus Chiquimula im Osten Guatemalas mit der eher geringen Sendeleistung von maximal 1000 Watt auf der Frequenz 4055 kHz.